# Maseca
Maseca es una marca mexicana de Grupo Industrial Maseca, S.A.B., de C.V. (GIMSA), una subsidiaria mexicana de Gruma, creada para identificar sus productos de harina de maíz nixtamalizado con la cual se preparan tortillas y otros alimentos semejantes como sopes, tlacoyos, tostadas, chilaquiles, enchiladas y una variedad de platillos de comida mexicana basados en maíz. Maseca es vendida en países de América, Europa, Asia y Oceanía.
El origen del nombre "Maseca" viene de la técnica para realizar la harina; esto es, deshidratar la masa, volverla "seca", sin que pierda sus propiedades. Maseca es una harina de maíz nixtamalizado que se prepara solamente con agregarle agua, y así convertirse en masa, la cual es comprimida al espesor adecuado y se corta de la forma que sea necesaria para elaborar alimentos de maíz. Comúnmente se realizan tortillas caseras utilizando Maseca como ingrediente principal. 

## Historia
Gruma fue fundada en 1949 por Roberto M. González Gutiérrez junto con su hijo, Roberto González Barrera, en Cerralvo, Nuevo León. La primera planta productora de harina de maíz nixtamalizado se fundó en Nuevo León en el año de 1949. Maseca fue el nombre que Roberto González Barrera le dio al producto, y se originó del juego de palabras masa-seca, es decir, harina de maíz deshidratada. Según la empresa, está hecha de maíz natural.
Desde entonces, Maseca se vende ampliamente en México, particularmente para la producción de la tortilla. Debido a la inmigración de mexicanos hacia Estados Unidos, este producto se vende en ese país desde hace más de 30 años. Y en Centroamérica desde 1987; iniciando en Costa Rica, luego en Honduras, El Salvador, Guatemala y Nicaragua.

## Producción

### Nixtamalización
La palabra nixtamalización se deriva del náhuatl nixtli , que significa “cenizas” o “cal”, y tamalli, que quiere decir “masa de maíz”, por lo que este tratamiento alcalino consiste en el cocimiento de maíz en agua con cal, de la forma siguiente: a un kilo de granos de maíz se adicionan dos o tres litros de agua, a la que previamente se le ha adicionado cal (preferentemente hidróxido de calcio), la cual se somete a una temperatura ligeramente menor a la de ebullición (80- 85 °C ) durante 30 a 45 minutos, dependiendo de la dureza del maíz. Después del cocimiento, el grano cocido se deja reposar entre 12 y 14 horas en la misma solución, denominada nejayote , y al final se obtiene el nixtamal.

### Consumo de tortilla en México
Según los datos de la Secretaría de Economía y el Consejo Regulador de la Masa, la tortilla en México continúa siendo hecha en su mayoría con masa de maíz nixtamalizado, representando un 65%, frente a un 35% de la harina de maíz que se divide así: 25% para Maseca, 8% para Minsa, 1% para Harimasa, 0.50% para Cargill, 0.40% Macsa y 0.20% para Blancas.
| Insumo para la elaboración | Porcentaje de uso |
| -------------------------- | ----------------- |
| Nixtamal                   | 65 %              |
| Maseca                     | 25 %              |
| Minsa                      | 8 %               |
| Harimasa                   | 1 %               |
| Cargill                    | 0.50 %            |
| Macsa                      | 0.40 %            |
| Blancas                    | 0.20 %            |

### Controversias
El 9 de octubre de 2018 la Asociación de Consumidores Orgánicos (ACO) anunció que muestras de harina de maíz blanco y amarillo de la marca Maseca dieron positivo en residuos de glifosato y su metabolito principal, AMPA. El glifosato es el ingrediente activo en el herbicida de Monsanto, Faena o Roundup. Los resultados de las pruebas de ACO en las muestras de harina de maíz blanco y amarillo, extraídas de diferentes regiones de México, mostraron concentraciones de glifosato entre 5.14 ppb a 17.59 ppb. Algunas muestras de harina dieron positivo con hasta un 94.15 por ciento de presencia de organismos genéticamente modificados (OGM). En marzo del 2015, la Organización Mundial de la Salud clasificó al glifosato como un probable carcinógeno humano. El Instituto de Investigación de la Salud Fairfield, localizado en Iowa, condujo las pruebas, bajo los protocolos de análisis de la FAO.
Sin embargo, en 2018 Gruma aclaró que los niveles mencionados están muy por debajo del límite máximo de residuos de dicho herbicida permitido por la FAO, la OMS y la EPA. Gruma reiteró que la FDA vigila que los residuos de pesticidas en alimentos no excedan los límites máximos establecidos por la EPA. Al respecto, el doctor José Miguel Mulet Salor, Director del Laboratorio de Crecimiento Celular del Instituto de Biología Molecular y Celular de Plantas de la Universidad Politécnica de Valencia, España, afirmó que no existe ningún riesgo al consumir tortillas hechas con harina de maíz Maseca. El doctor Mulet ha subrayado que para conseguir un gramo de glifosato se tendrían que tener mil toneladas de maíz. “O sea que tomarse una aspirina o tomarse un café supone estar expuesto a cantidades de compuestos tóxicos mucho más peligroso que el glifosato que hay por comer una tortilla”.
La venta del producto en Venezuela mediando los productos CLAP también ha causado quejas, junto a otros similares, debido a que se considera de dudosa calidad, también de no ser igual a la comúnmente usada en dicho país Harina P.A.N. para la preparación de arepas y otros derivados.